# گوانادور دیکس-سپت روزادو
گوانادور دیکس-سپت روزادو (به پرتغالی: Governador Dix-Sept Rosado) یک منطقهٔ مسکونی در برزیل است که در ریو گرانده شمالی واقع شده‌است. گوانادور دیکس-سپت روزادو ۱۳٬۰۷۶ نفر جمعیت دارد.